# Nowaki (Pakosławice)

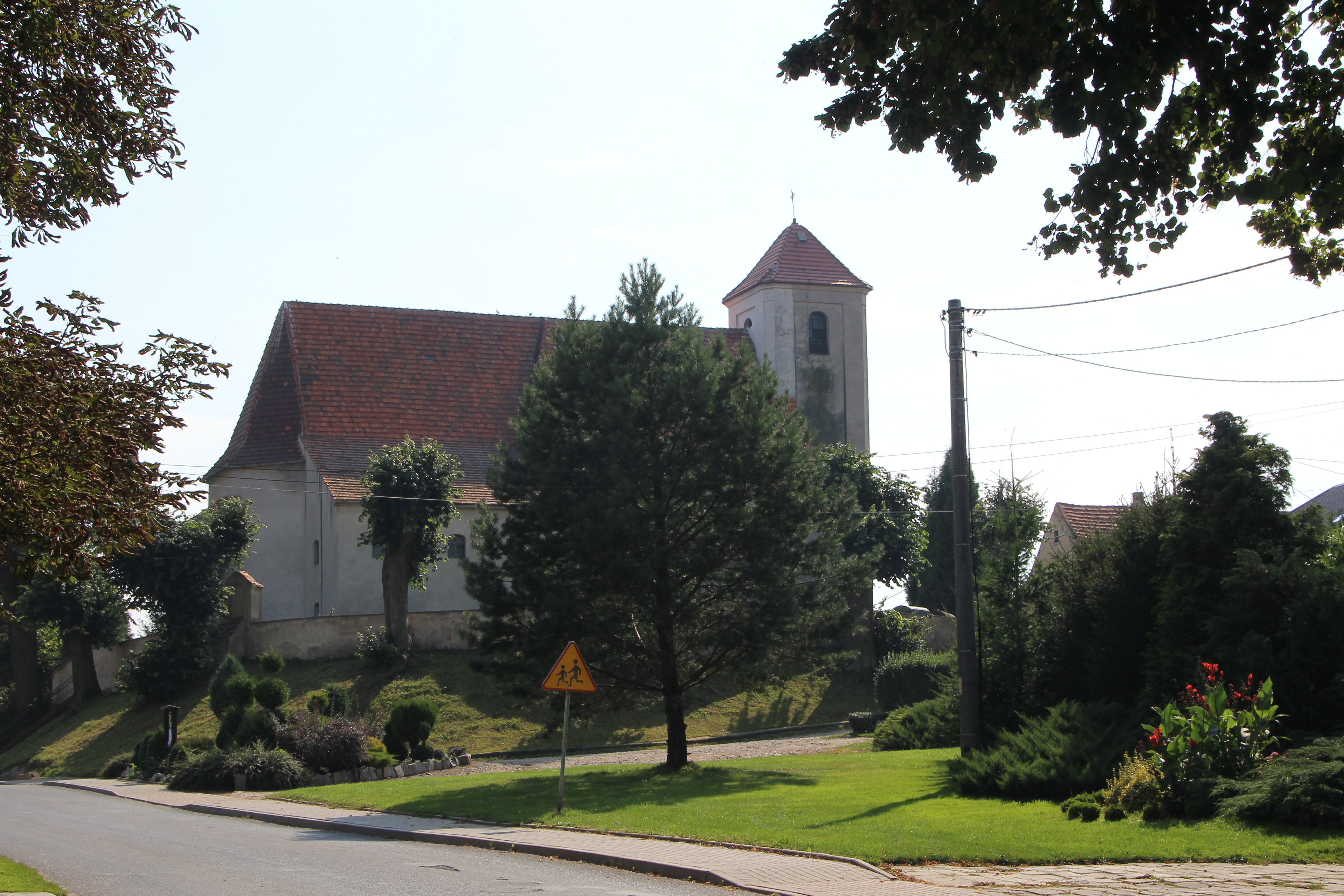
Die St.-Andreas-Kirche

Nowaki (deutsch Nowag) ist eine Ortschaft der Landgemeinde Pakosławice in Polen. Sie liegt im Powiat Nyski (Kreis Neisse) in der Woiwodschaft Opole.

## Geographie

### Geographische Lage
Das Straßendorf Nowaki liegt im Südwesten der historischen Region Oberschlesien. Der Ort liegt etwa zehn Kilometer südwestlich des Gemeindesitzes Pakosławice, etwa acht Kilometer nordwestlich der Kreisstadt Nysa und etwa 58 Kilometer südwestlich der Woiwodschaftshauptstadt Opole.
Nowaki liegt in der Nizina Śląska (Schlesische Tiefebene) innerhalb der Równina Grodkowska (Grottkauer Ebene). Durch den Ort fließt die Korzkiew (Korkwitzer Bach), ein linker Zufluss der Glatzer Neiße. Dieser wird nordwestlich des Dorfes zum Jezioro Korzkiew aufgestaut.

### Nachbarorte
Nachbarorte von Nowaki sind im Norden Biechów (Bechau) und Smolice (Schmollwitz), im Osten Goszowice (Kuschdorf) und Korzękwice (Korkwitz), im Südosten Bykowice (Beigwitz), im Süden Radzikowice (Stephansdorf), im Südwesten Goraszowice (Graschwitz) sowie im Nordwesten Słupice (Schlaupitz).

## Geschichte

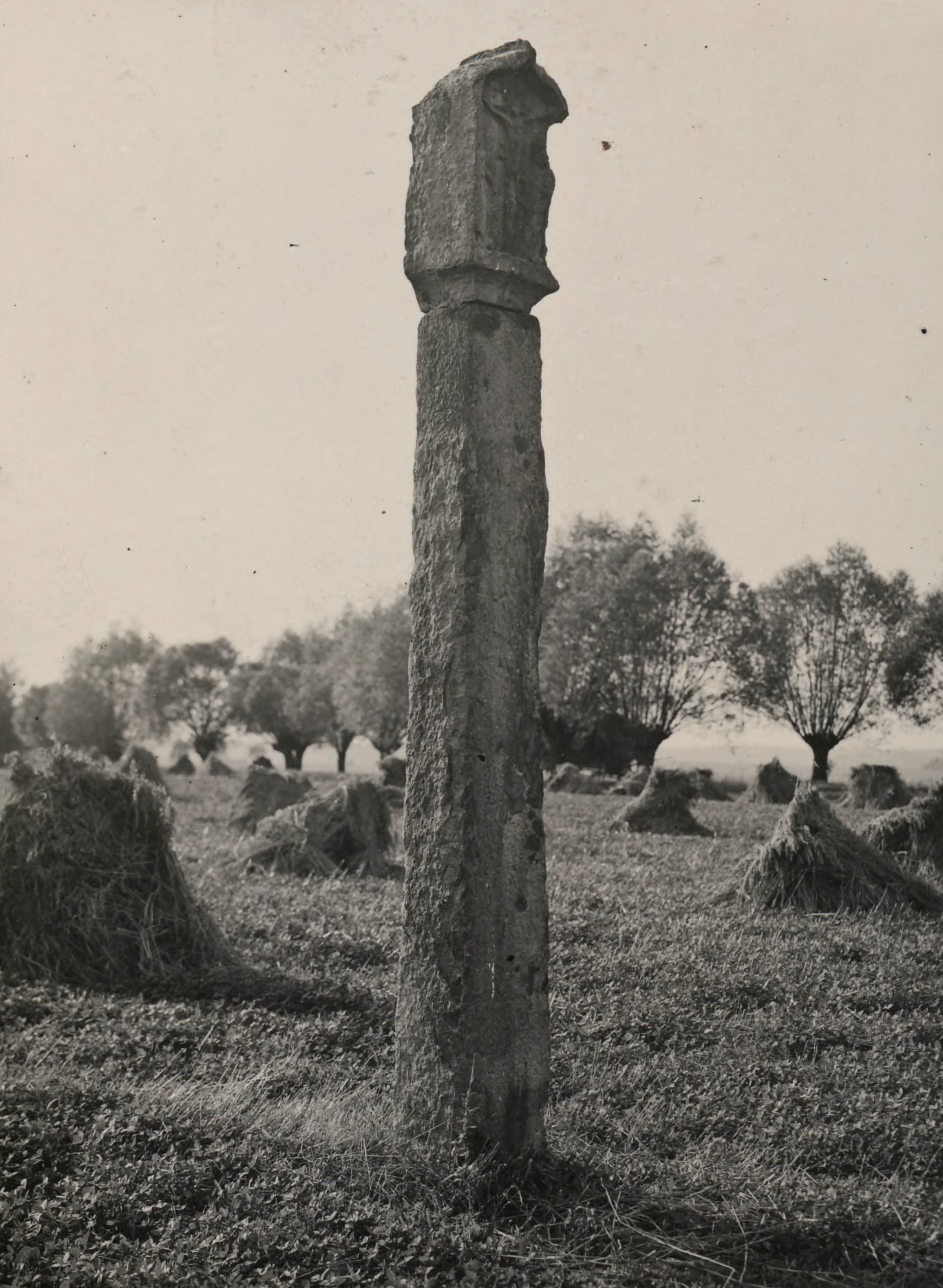
Feldsäule in Nowag, Aufnahme vor 1939

Das Dorf wurde erstmals 1291 erwähnt. In dem Werk Liber fundationis episcopatus Vratislaviensis aus den Jahren 1295–1305 wird der Ort als Nowak habet erwähnt. 1307 erfolgte eine Erwähnung als Nonacow. 1508 wurde die Kirche im Ort erbaut. Der Name leitet sich vom Gründer des Dorfes ab, das Dorf des Nowaks.
Nach dem Ersten Schlesischen Krieg 1742 fiel Nowag mit dem größten Teil Schlesiens an Preußen.
Nach der Neuorganisation der Provinz Schlesien gehörte die Landgemeinde Nowag ab 1816 zum Landkreis Neisse im Regierungsbezirk Oppeln. 1845 bestanden im Dorf eine katholische Pfarrkirche, eine katholische Schule, ein Vorwerk sowie 71 weitere Häuser. Im gleichen Jahr lebten in Nowag 547 Menschen, davon sieben evangelisch. 1855 lebten 598 Menschen im Ort. 1865 bestanden im Ort eine Scholtisei, 21 Bauer-, 18 Gärtner- und 23 Häuslerstellen. Die katholische Schule wurde im gleichen Jahr von 225 Schülern besucht. 1874 wurde der Amtsbezirk Gießmannsdorf gegründet, welcher aus den Landgemeinden Gießmannsdorf, Glumpenau, Jentsch, Nowag und Stephansdorf und den Gutsbezirken Gießmannsdorf, Glumpenau, Jentsch, Nowag und Schilde bestand. 1885 zählte Nowag 588 Einwohner.
1933 lebten in Nowag 474 Menschen. Im gleichen Jahr wird Nowag in den Amtsbezirk Bechau eingegliedert. 1939 zählte Nowag 513 Einwohner. Bis 1945 befand sich der Ort im Landkreis Neisse.
1945 kam Nowag unter polnische Verwaltung und wurde in Nowaki umbenannt, die Bevölkerung wurde vertrieben. 1950 kam Nowaki zur Woiwodschaft Opole. Mit Abschluss des Zwei-plus-Vier-Vertrages 1991 endete die völkerrechtliche Verwaltung des Ortes und er wurde Teil Polens. 1999 kam der Ort zum wiedergegründeten Powiat Nyski.

## Sehenswürdigkeiten
- Die römisch-katholische Kirche St. Andreas (poln. Kościół św. Andrzeja) wurde 1508 erbaut und in den folgenden Jahrhundert mehrmals umgebaut. 1945 brannte das Kirchengebäude aus und wurde 1957 wieder aufgebaut. Umgeben ist die Kirche von einer steinernen Mauer aus dem 16. Jahrhundert.[2] Seit 1966 steht das Gebäude unter Denkmalschutz.[10]
- Sühnekreuz

## Vereine
- Freiwillige Feuerwehr OPS Nowaki

## Persönlichkeiten
- Peter II. Nowag († 1456), Fürstbischof von Breslau